# 늪지의 괴물 2
《늪지의 괴물 2》(영어: The Return of Swamp Thing)는 미국에서 제작된 짐 위노스키 감독의 1989년 슈퍼히어로 영화이다. 렌 윈과 버니 라이트슨이 창조한 DC 코믹스의 동명 만화 캐릭터에 기반하였으며, 《늪지의 괴물》(1982)의 속편이다. 루이 주르당, 헤더 로클리어 등이 출연하였고, 벤저민 멜니커 등이 제작에 참여하였다.

## 출연진
- 루이 주르당
- 헤더 로클리어
- 세라 더글러스
- 딕 더록
- 에이스 매스크
- 모니크 개브리엘
- 조이 서갈
- 론리코 리
- 프랭크 웰커
- 크리스 도일

## 기타 제작진
- 미술: 롭 윌슨 킹
- 세트: 프랭크 갤라인
- 의상: 비키 그레이프